# Adler Capelli
Adler Capelli (San Pietro in Casale, 8 de noviembre de 1973) es un deportista italiano que compitió en ciclismo en la modalidad de pista, especialista en la prueba de persecución por equipos.
Ganó tres medallas en el Campeonato Mundial de Ciclismo en Pista entre los años 1996 y 1999.
Participó en tres Juegos Olímpicos de Verano, entre los años 1992 y 2000, ocupando el cuarto lugar en Atlanta 1996 (persecución por equipos) y el quinto lugar en Barcelona 1992 (kilómetro contrarreloj).

## Medallero internacional
| Campeonato Mundial | Campeonato Mundial       | Campeonato Mundial | Campeonato Mundial      |
| Año                | Lugar                    | Medalla            | Competición             |
| ------------------ | ------------------------ | ------------------ | ----------------------- |
| 1996               | Mánchester (Reino Unido) | Medalla de oro     | Persecución por equipos |
| 1997               | Perth (Australia)        | Medalla de oro     | Persecución por equipos |
| 1998               | Burdeos (Francia)        | Medalla de bronce  | Persecución por equipos |